# Spontan magnetisering
Spontan magnetisering är förekomsten av ett ordnat spinn, alltså magnetisering, i ett ferromagnetiskt eller ferrimagnetiskt material även utan ett pålagt magnetfält. Spontan magnetisering förekommer under en kritisk temperatur som kallas Curietemperaturen, {\displaystyle T{_{c}}}.

## Förklaring
Då ferromagnetiska material upphettas över Curietemperaturen {\displaystyle T{_{c}}} blir de paramagnetiska och deras magnetiska beteende domineras av spinnvågor eller magnoner. Magnetiseringen under {\displaystyle T{_{c}}} är ett välkänt exempel på spontant symmetribrott av global symmetri, ett fenomen som beskrivs av Goldstones teorem. Termen "symmetribrott" hänvisar till valet av magnetiseringsriktning hos spinnen, som uppvisar sfärisk symmetri ovanför {\displaystyle T{_{c}}}, men en föredragen gemensam magnetiseringsriktning under {\displaystyle T{_{c}}}.